# Conchez-de-Béarn
Conchez-de-Béarn es una comuna francesa situada en el departamento de Pirineos Atlánticos, en la región de Nueva Aquitania.

## Demografía
| 155 | 127 | 113 | 109 | 116 | 121 | 111 |
| Para los censos de 1962 a 1999 la población legal corresponde a la población sin duplicidades (Fuente: INSEE [Consultar]) |     |     |     |     |     |     |